# Whitewright
Whitewright – miasto w Stanach Zjednoczonych, w stanie Teksas, w hrabstwie Fannin.